# Atomosiella
Atomosiella is een vliegengeslacht uit de familie van de roofvliegen (Asilidae).

## Soorten
- A. antennata (Banks, 1920)